# Cantó de Lagny-sur-Marne
El cantó de Lagny-sur-Marne és una divisió administrativa francesa del departament del Sena i Marne, situat al districte de Torcy. Des del 2015 té 14 municipis i el cap és Lagny-sur-Marne.

## Municipis
- Carnetin
- Chalifert
- Chanteloup-en-Brie
- Conches-sur-Gondoire
- Dampmart
- Gouvernes
- Guermantes
- Jablines
- Lagny-sur-Marne
- Lesches
- Montévrain
- Pomponne
- Saint-Thibault-des-Vignes
- Thorigny-sur-Marne

## Història
| Data d'elecció                           | Identitat        | Partit                     | Qualitat |
| ---------------------------------------- | ---------------- | -------------------------- | -------- |
| 1945-1949                                | Mme Barthès      | SFIO                       |          |
| 1949-1955                                | Marcel Lestat    | RPF-radical                |          |
| 1955-1973                                | Guy Chavanne     | Divers droite              |          |
| 1973-1976                                | René Lallemant   | Divers droite, després RPR |          |
| 1979-1985                                | François Hanrot  | PS                         |          |
| 1985-1998                                | Claude Avisse    | RPR                        |          |
| 1998-2011                                | Vincent Toni     | UDF-DL, després UMP        |          |
| 2011-2015                                | Sinclair Vouriot | CNIP                       |          |
| les dades anteriors no són pas conegudes |                  |                            |          |
|                                          |                  |                            |          |